# هيوستن كرونيكل
هيوستن كرونيكل (بالإنجليزية: Houston Chronicle) هي أكبر صحيفة يومية في ولاية تكساس، الولايات المتحدة الأمريكية، ويقع مقرها في مبنى صحيفة هيوستن كرونيكل في وسط هيوستون. اعتبارا من مارس 2008، أصبحت هيوستن كرونيكل تاسع أكبر صحيفة تداولا في الولايات المتحدة. مع بوست هيوستن التي كانت اشد منافسيها لفترة طويلة، ويقع اقرب منافسيها الآن في دالاس فورت وورث.
كرونيكل هيوستن هي أكبر صحيفة يومية تملكها وتشغلها شركة هيرست، تجلب الصحيفة حوالي 4 مليارات دولار، توظف ما يقرب من 2000 شخص، بينهم حوالي 300 من الصحافيين، المحررين والمصورين. هيوستن كرونيكل تملك مكاتب في واشنطن العاصمة وأوستن. ويصل عدد قراءة صفحاته على الإنترنت إلى 75 مليون.
يوم 18 أكتوبر 2008، أيدت الصحيفة عضو مجلس الشيوخ باراك أوباما لرئاسة الولايات المتحدة في الانتخابات الرئاسية الأمريكية لعام 2008. ليكون بذلك أول ديمقراطي تؤيده الصحيفة منذ العام 1964.

## روابط خارجية
- هيوستن كرونيكل على موقع روتن توميتوز (الإنجليزية)